# Єлена Колтоновська
Єлена Колтоновська (болг. Елена Янкова Колтоновска) — болгарська піаністка.

## Біографія
Народилась в 1896 році у місті Київ, на той час Російська імперія. Закінчила Київську консерваторію при проф. Беклемеш. Потім переїхала в Болгарію. Стала болгарською піаністкою. Померла у 1939 році у місті Софія, Болгарія.